# Albani (pleme)
Albani (grško: Ἀλβανοί) so bili ilirsko pleme, ki ga prvič omenja Ptolemaj in ga v svojem delu Geographica okrog leta 150 postavlja na ozemlje rimske province Makedonije. Ime Albani bi lahko izviralo iz latinske besede albus (beli) in bi tako lahko pomenilo ljudi, ki so oblečeni v bela oblačila. Albanov ne moremo samoumevno povezovati s srednjeveškimi Arbanci - Albanci. Kljub temu obstaja možnost povezanosti med temi imeni: Albanci so se kot srednjeveško ljudstvo oblikovali ravno na področju, kjer so živeli Albani, in ravno na tem področju je bilo dolgo časa središče njihove dejavnosti.